# 木乃伊

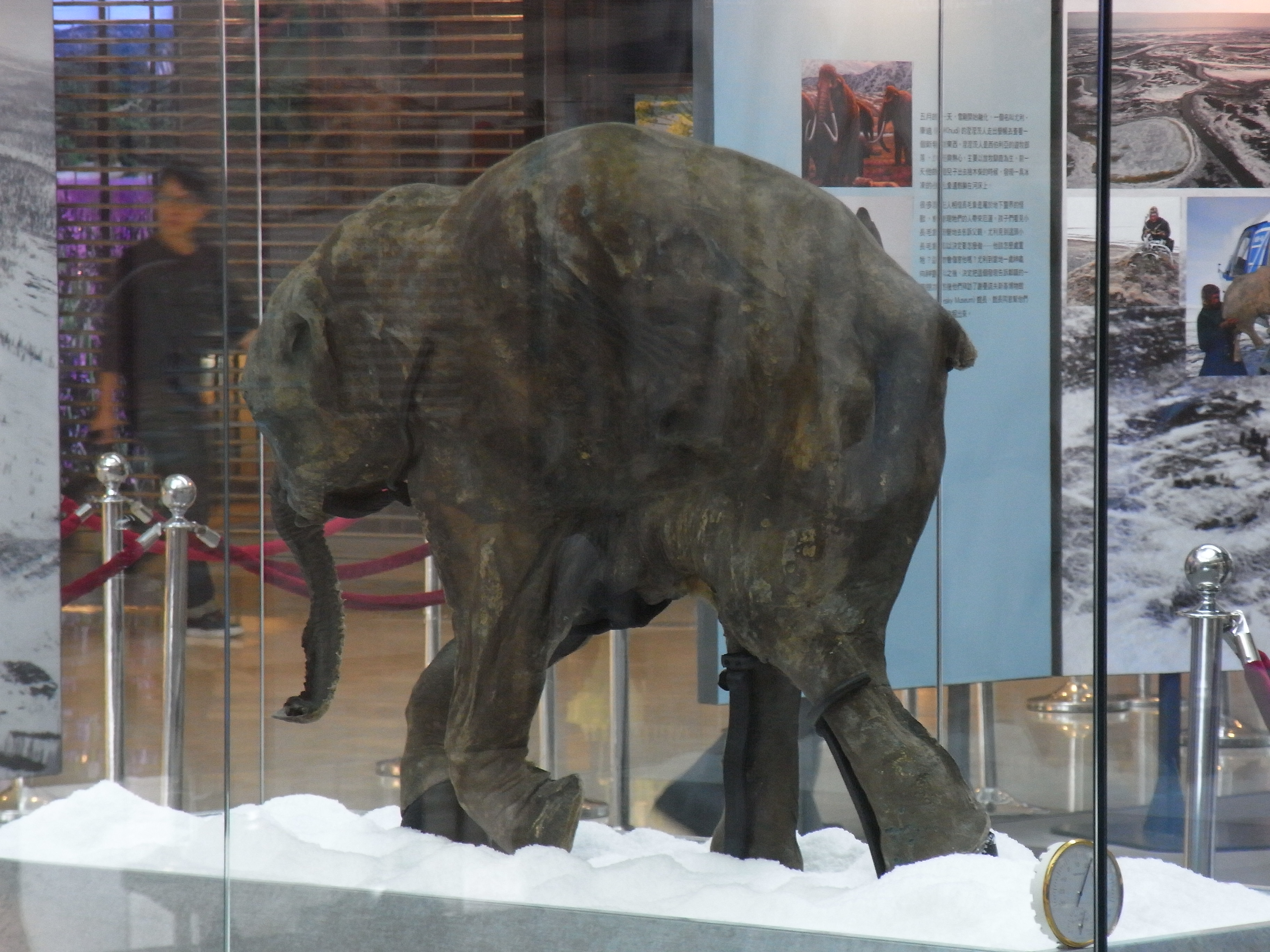
在國際金融中心商場展出的長毛象柳芭的木乃伊

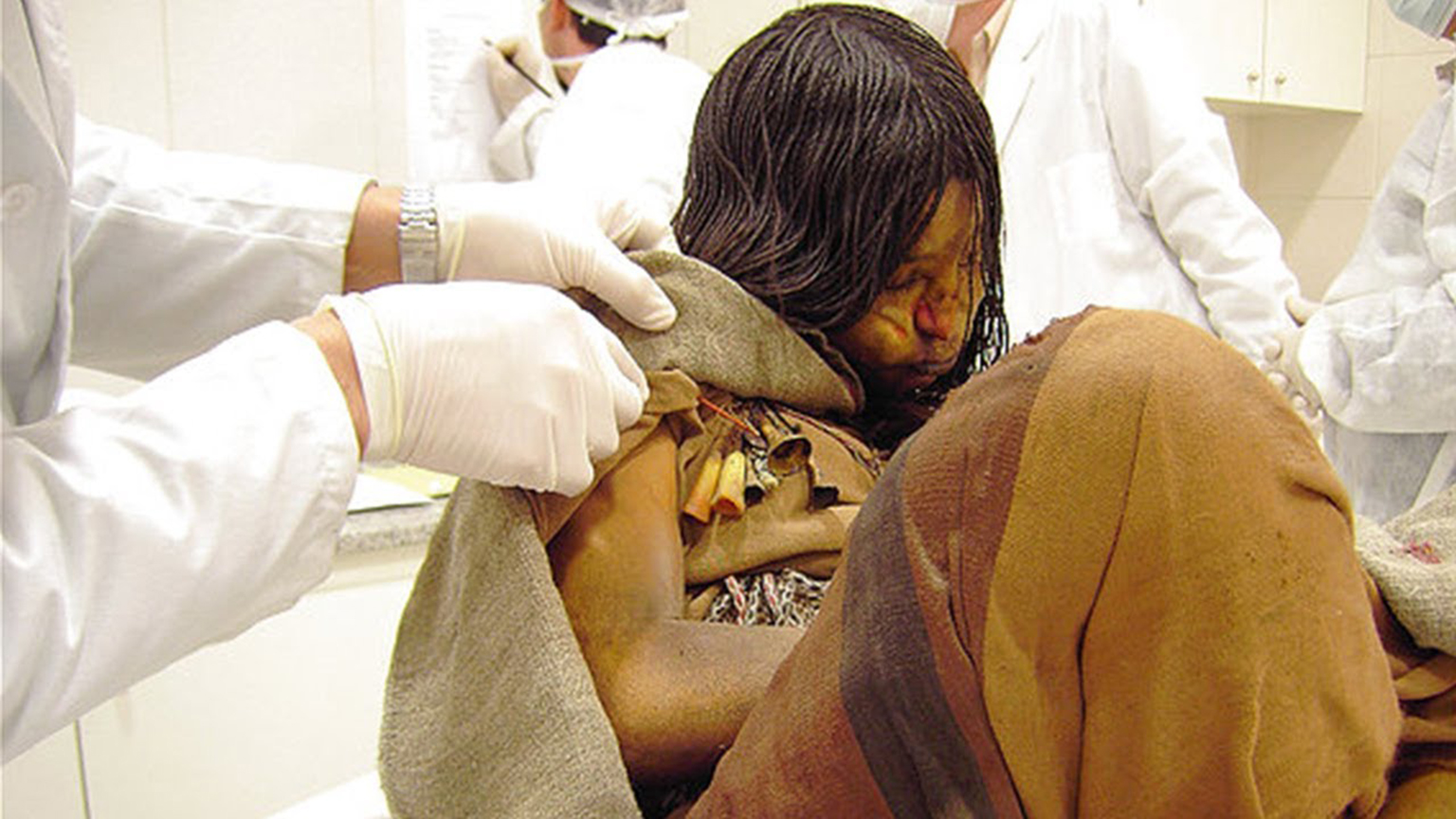
在阿根廷萨尔塔省尤耶亚科山发现的木乃伊

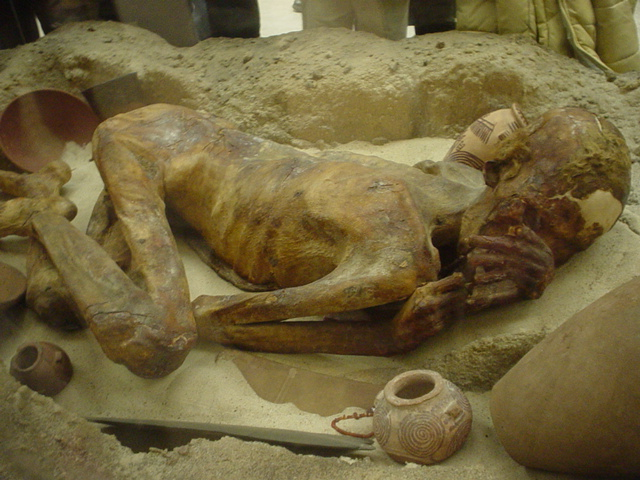
一个已乾缩的木乃伊身体，陈列在大英博物馆内。

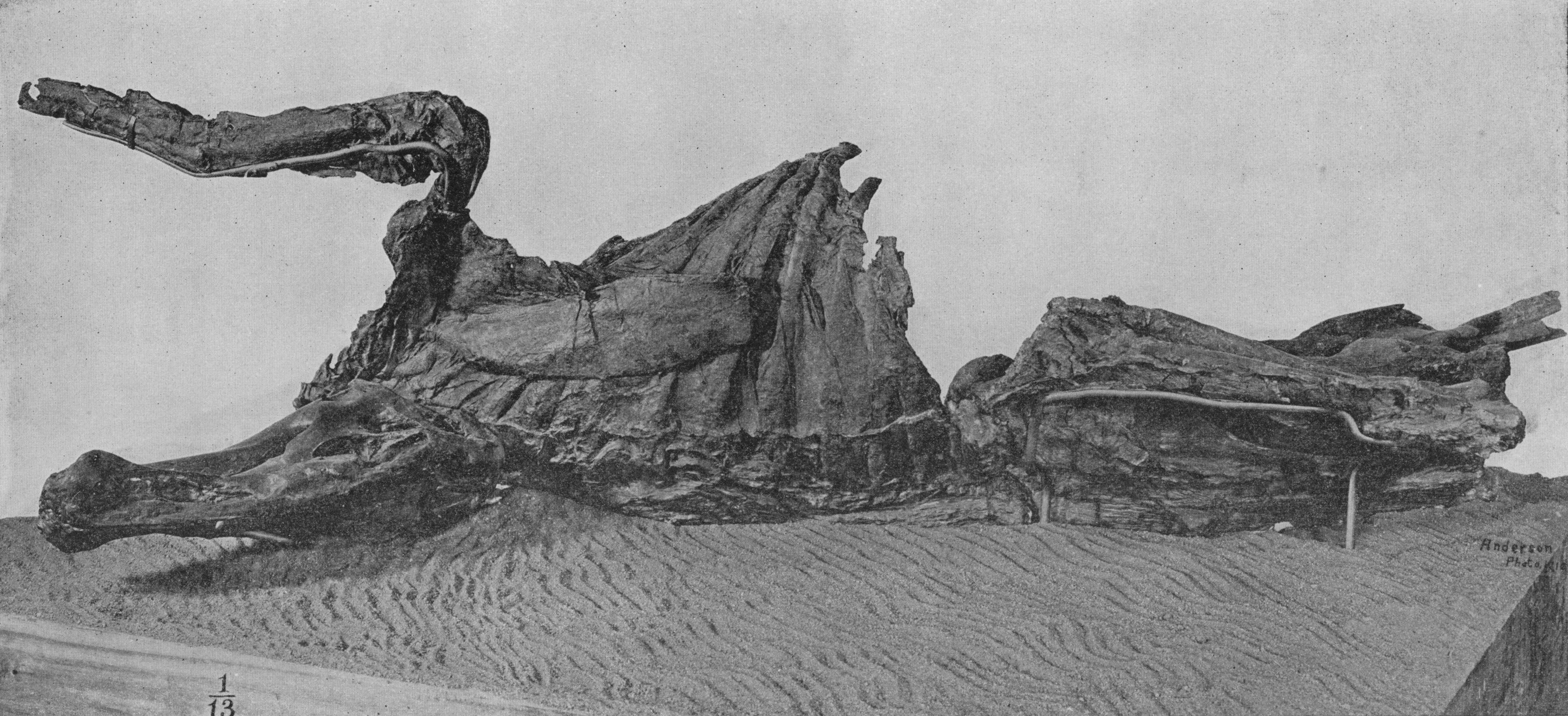
埃德蒙頓龍的木乃伊化石。

木乃伊或不腐屍是人工防腐情况下或自然条件下可長久保存的尸体。「木乃伊」一词源自波斯语（mumia'yi），欧洲人用此詞来指古埃及涂抹防腐香料保存至今的尸体。
《輟耕錄》中錄: 古稱「蜜人」，源自屍體防腐處理過程「生前服蜜﹐死後以蜜浸泡」。

## 世界各地的木乃伊

### 古埃及
古埃及人认为人死后可以复活，而復活的靈魂需要原先的身體，因此必須保存遺體以供死者來生所需。古埃及人對屍體進行防腐處理起碼始於公元前3700年到公元前3500年。
制作木乃伊需要先将遺體挖去内脏，在腹腔填以乳香、桂皮等香料，缝合后以乾燥泡鹼覆蓋遺體，经35天取出，再裹上麻布，填以香料，涂上树脂，就做成了木乃伊。
古代阿拉伯人認為木乃伊可以治病，將它視為藥材，並曾經傳入中國。明朝李時珍《本草綱目》中曾經轉載相關傳聞。
埃及木乃伊有时会被阿拉伯人挖出来当作燃料使用。无论是法老，又或是法老的妻子，甚至是祭师、奴隶的木乃伊，都一样会被无情地劈开、剁碎——就像砍木头那样。用来防腐的树胶和香脂，使得木乃伊成为了很好的烟煤替代品。
2021年4月30日，波兰国家博物馆收藏的一具古埃及木乃伊被認為是發現的首具懷孕木乃伊。

### 中國
中國歷史上有关于干枯尸体的记载，以前叫干尸为“人腊”。
以及中国也曾有以防腐技術保存重要人物屍體的習俗，一個知名的木乃伊是馬王堆的辛追。
另外在五代十國時，遼太宗耶律德光在滅掉後晉、進入中原後，由於政策不得民心，因此被迫北返，但他還來不及回北方就病死，為了讓太后可以看到他的遺體，因此他的遺體被以鹽醃漬起來，而當時的人把他的遺體給叫做「帝羓」，意思是「以皇帝遺體製成的醃肉」。

### 台灣
台灣清朝時代曾有乩童柯象在死後被製成木乃伊，並被以「柯帝爺」之名，放置在雲林縣大埤鄉大德村北極殿祭祀。1977年與2011年義新企業集團創辦人翁明昌、翁張妙貞夫婦先後辭世，兩人遺體同樣經防腐處理停放於陽明山永公路別墅大廳迄今。

### 日本
明治維新前，日本真言宗系的寺院曾系統性地讓部分僧人透過特殊的苦行好達到死後肉身不腐的目標，而透過這種方式製成的木乃伊又稱即身佛。
在佛教之外，日本奧州藤原氏家族的藤原清衡、藤原基衡、藤原秀衡的遺體及藤原泰衡的首級都成了木乃伊，而藤原氏家族的木乃伊至今依舊保存於日本岩手縣中尊寺金色堂中。

### 美國
1895年10月，美國賓夕法尼亞州愛爾蘭裔扒手詹姆斯·墨菲（James Murphy）因竊盜罪被捕入獄時使用假名佩恩（James Penn），後因酗酒於1895年11月19日腎臟衰竭死於當地監獄，當時殯葬師嘗試新式防腐技術，意外將其製成木乃伊，其遺體身著西裝、領結，牙齒、頭髮皆完好無缺，皮膚呈皮革狀，以「石頭人威利」（Stoneman Willie）的名號為人所知，長年停放於雷丁的西奥·c·奥曼殯儀館。2023年下葬時，其本名才被當局公開。

### 英國
早期提倡功利主義和動物權利的男性哲學家杰里米·邊沁曾提倡「自我肖像」（auto icon）的觀念，他主張人們應當以保存起來的遺體取代葬禮，而這保存起來的遺體即「自我肖像」。邊沁死後，人們也按照他的遺願將他的遺體製成木乃伊。邊沁的木乃伊至今仍以正裝的姿態展示在他創辦的倫敦大學學院（University College London）的主樓迴廊上。
另外博欽鮑爾（Birchin Bower）莊園的女主人漢娜·貝斯維克（Hannah Beswick）因為親眼見過差點被活埋的人而對被埋葬產生恐懼之故，而要求死後不要被埋而且要確認自己真的死了，結果她的遺體在經過防腐處理後，過了一百多年才下葬。

### 西班牙
西班牙國高地酋佛朗哥1975年逝世後經過防腐處理的遺骸安葬在烈士谷與三千名西班牙內戰喪生者同葬一處，反對者批評佛朗哥作為多年的獨裁統治者長眠此地乃一大諷刺。2019年西班牙政府落實轉型正義為佛朗哥進行遷葬，將之靈柩掘出移靈至帕尔多公墓其妻子墓旁。

### 阿根廷
1952年，阿根廷防腐師佩德羅·阿拉博士按照阿根廷總統胡安·庇隆的指示對已故第一夫人伊娃·庇隆進行了防腐處理，使伊娃·庇隆的遺體被保存得看起來像是處於睡眠狀態。當伊娃在多年後安葬於雷科莱塔公墓時，其遺體仍沒有任何腐爛的跡象。

### 土耳其
土耳其國父暨首任總統凱末爾·阿塔圖爾克於1938年逝世後曾被進行過防腐處理，於1938年11月10日至1953年11月10日間暫時停靈存放於安卡拉民族志博物馆達十五年。1953年凱末爾陵落成後才正式下葬於陵寢正廳42噸重的石棺下。

### 社會主義國家
現代的多個社會主義國家都曾有將領導人遺體保存起來的作法，像蘇聯的列寧、中國的毛澤東、越南的胡志明以及朝鮮的金日成和金正日等，都是死後遺體被保存起來以供瞻仰的社會主義國家領導人，另有保加利亞的季米特洛夫、蒙古的喬巴山、蘇聯的史達林、捷克斯洛伐克的哥特瓦爾德、安哥拉的內圖等領導人於社會主義政權垮台或國家放棄社會主義思想以後被移出陵墓或重新安葬。

## 現代的木乃伊
不少科學家都希望研究木乃伊技術。一些科學家更制造出『現代版的木乃伊』。2011年，英國一名名叫艾倫·比利斯（Alan Billis）的計程車司機病逝後將遺體捐給科學家，科學家以古埃及的方法將其製成木乃伊，製作過程由英國第四頻道（Channel 4）拍攝成《把艾倫做成木乃伊》（Mummifying Alan）紀錄片。
製作一具現代木乃伊費用高昂。一具普通的現代木乃伊成本約67,000美元。製作一具藝術版的現代木乃伊，成本更可超過數十萬美元。
此外，人體冷凍技術亦被一些學者稱為製作現代化的木乃伊技術的一種。

## 自然的木乃伊化
自然的木乃伊化是在極端的自然環境下防腐及長久保存屍體。一些屍體在極低溫、或酸性、或極乾旱、或鹽度極高的環境埋葬下, 可以自然長久保存。
恐龍木乃伊、酸沼木乃伊以及西伯利亞凍土層的長毛象木乃伊等等都是自然形成的木乃伊。具體的例子有冰人奧茨、長毛象木乃伊柳芭跟由嘉，以及埃德蒙頓龍木乃伊AMNH 5060等等。

## 科幻中的木乃伊
有些科学家希望未來能取得木乃伊的基因后，透过复制技术，把它们的基因复制至新的活人。

## 動物木乃伊
除了人類的木乃伊外，在古代和現代，均有動物木乃伊的例子。不少人希望以人工的防腐技術，來保存他們的寵物。另如上所述，一些動物的遺體會在極端的自然環境下形成木乃伊，像是上述的埃德蒙頓龍木乃伊以及長毛象木乃伊。

## 著名木乃伊

### 白堊紀
- 埃德蒙頓龍木乃伊AMNH 5060
- 埃德蒙頓龍木乃伊SMF R 4036
- 埃德蒙頓龍木乃伊達科他
- 冠龍屬AMNH 5240
- 短冠龍木乃伊JRF 115H
- 北方盾龍

### 更新世
- 西伯利亞凍土長毛象：由嘉（英语：Yuka (mammoth)）、柳芭、尤卡基爾猛獁象
- 西伯利亞野牛： Blue Babe
- 林地麝牛
- 馴鹿
- 灰狼
- 洞獅：Sparta 、Boris
- 鋸齒虎屬：DMF AS RS
- 黑足鼬
- 棕熊
- 披毛犀
- 角百靈屬

### 古埃及
- 娜芙蒂蒂
- 圖坦卡門
- 拉美西斯二世
- 拉美西斯一世
- 阿蒙霍特普三世
- 图特摩斯二世

### 欧洲
- 冰人奧茨
- 圖倫男子
- 杰里米·边沁
- 萝沙丽亚·伦巴多
- 尼古拉·皮罗戈夫
- 弗拉基米爾·列寧
- 漢娜·貝斯維克，死後其遺體又稱「曼徹斯特木乃伊」（已不存）
- 第一代納爾遜子爵霍雷肖·納爾遜

### 亞洲
- 辛追[31]
- 新疆木乃伊[32]
- 泰州女木乃伊[33]
- 柯象
- 臨水夫人
- 耶律德光（已不存）
- 奧州藤原氏：藤原清衡、藤原基衡、藤原秀衡、藤原泰衡
- 霍爾洛·喬巴山（已不存）
- 毛澤東
- 胡志明
- 金日成
- 金正日
- 斐迪南·馬可仕（已下葬）

## 外部連結
- 紀錄片-冥界的呼喚(國語版) （页面存档备份，存于）